# Salamander-Klasse (1730)
Die Salamander-Klasse war eine Klasse von zwei Kriegsschiffen der britischen Marine, die von 1730 bis 1748 in Dienst stand.

## Geschichte
Am 7. Apriljul. / 18. April 1729greg. beschloss das durch den Viscount Torrington geführte Board of Admiralty, eine Erneuerung der Landangriffskapazitäten der britischen Marine. Hierfür wurden zwei Bombarden bei den Marinewerften in Woolwich und Deptford bestellt. Beide Schiffe wurden noch im selben Jahr als Basilisk und Furnace auf Kiel gelegt, aber bereits im ersten Halbjahr 1730 noch vor ihren Stapelläufen in Salamander und Terrible umbenannt.
Die offizielle Indienststellung beider Einheiten erfolgte im Juli 1730, noch vor ihrer Fertigstellung, wobei sie nicht für einen Einsatz als Bombarden, sondern als Sloops ausgerüstet wurden. Bau- und Ausrüstungskosten beliefen sich zusammen auf 8644 Pfund 1 Schilling und 4 3⁄4 Pence (siehe Pfund Sterling).

## Einheiten
| Name                     | Bauwerft                            | Bestellung   | Stapellauf     | Indienststellung | Fertigstellung    | Verbleib                                                    |
| ------------------------ | ----------------------------------- | ------------ | -------------- | ---------------- | ----------------- | ----------------------------------------------------------- |
| Salamander (ex-Basilisk) | Woolwich Dockyard Woolwich (London) | 7. Juni 1729 | 7. Juli 1730   | Juli 1730        | 4. September 1730 | Außerdienststellung Dezember 1743 und März 1744 verkauft    |
| Terrible (ex-Furnace)    | Deptford Dockyard Deptford (London) | 7. Juni 1729 | 4. August 1730 | Juli 1730        | 3. September 1730 | Außerdienststellung Dezember 1748 und Februar 1749 verkauft |

## Technische Beschreibung
Die beiden Schiffe der Klasse hatten eine Länge von 25,3 Metern (Geschützdeck) bzw. 19,93 Meter (Kiel), eine Breite von 8,41 Metern und einen Tiefgang von 3,35 Metern bei einer Vermessung von 262 76⁄94 tons (bm). Sie führten eine klassische Ketschbesegelung mit Marssegeln an einem Großmast und einem deutlich kleineren Besanmast.

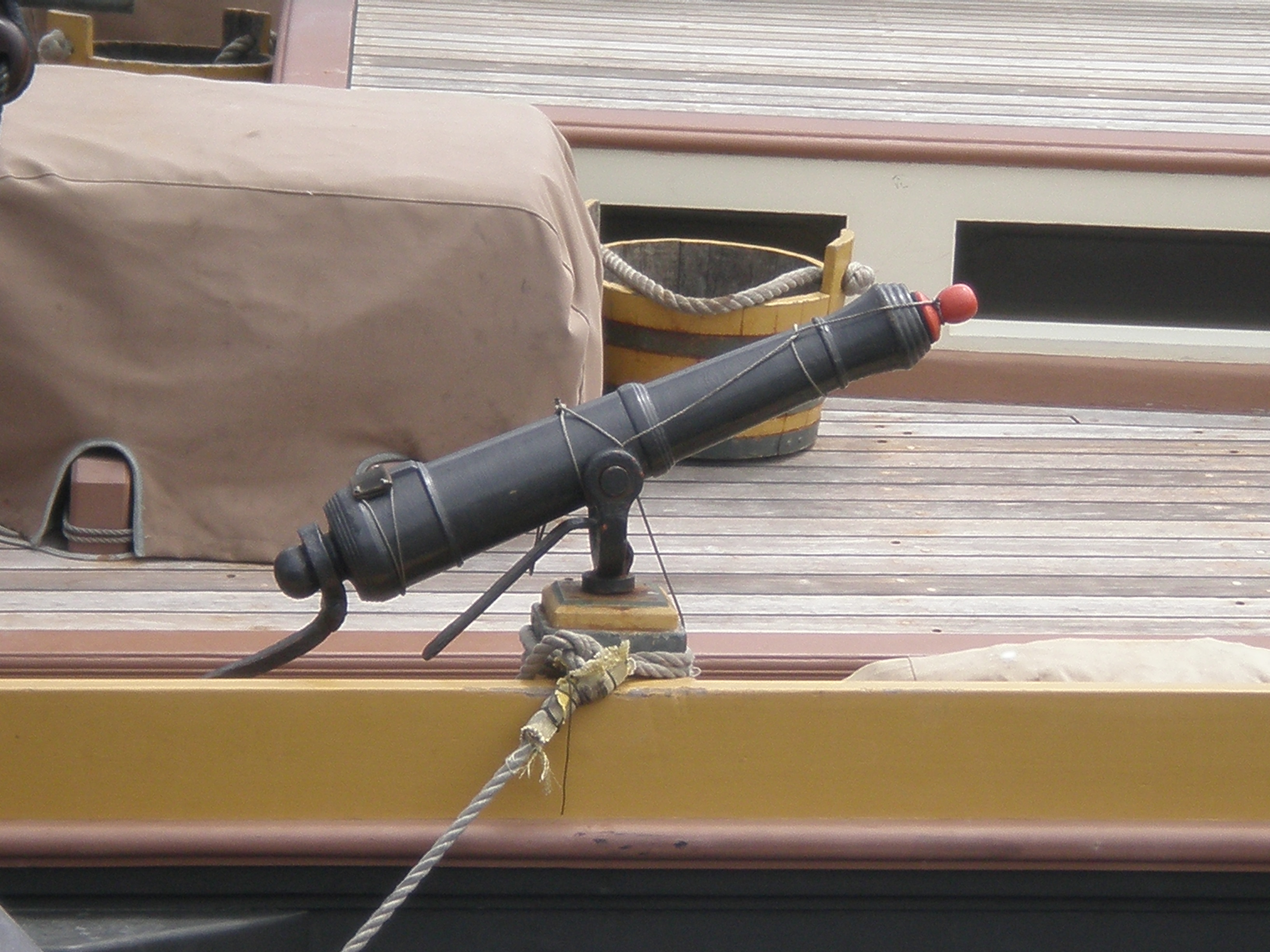
Drehbasse auf einem historischen Segler

Die Bewaffnung konnte je nach Einsatzzweck unterschiedlich ausfallen:
|                   | Kanonen       | Drehbassen     | Mörser                   | Kanonen (Geschossgewicht) |
| ----------------- | ------------- | -------------- | ------------------------ | ------------------------- |
| Design (Bombarde) | 6 × 4-Pfünder | 8 × ½-Pfünder  | 1 × 13-Inch, 1 × 10-Inch | 16 Geschütze              |
| Sloop             | 8 × 4-Pfünder | 14 × ½-Pfünder | –                        | 22 Geschütze (8,844 kg)   |

## Besatzung
Die Besatzung hatte ein Stärke zwischen 60 (Bombarde) und 80 Mann (Sloop) (Offiziere und Unteroffiziere bzw. Mannschaften).

## Bemerkungen
1. ↑  Die hier verwendeten Daten entsprechen dem amtlichen Entwurf. Die genauen Werte der einzelnen Schiffe weichten von Diesem minimal ab.